# SBB RAe TEE II
De RAe TEE II-treinstellen zijn door de Zwitserse industrie ontwikkeld voor de Schweizerische Bundesbahnen (SBB). Ze waren de eerste meersysteem-treinstellen.

## Trein en techniek

### Elektrisch door Europa
In de jaren vijftig van de twintigste eeuw waren grote delen van het Europese spoorwegnet nog niet geëlektrificeerd, terwijl op de geëlektrificeerde trajecten zes verschillende stroomsystemen bestonden. Daarom werden op het TEE-net dieseltreinen gebruikt. Toch wilden de Franse, Zwitserse en Italiaanse spoorwegen gezamenlijk een elektrisch treinstel ontwikkelen voor de Simplonroute (CAlais SImplon MIlano ROma), het CASIMIRO-project uit 1955. Op het traject Parijs - Milaan worden vier verschillende Europese stroomsystemen gebruikt, zodat een meersysteemtrein moest worden gebouwd. Daarnaast liep al sinds 1954 een studie naar een meersysteemtrein voor de Gotthardroute voor de verbinding Zürich - Milaan door het Zwitserse MFO.

De verschillende stroomsystemen op de Simplonroute

| land        | west                | oost            | stroomsysteem   | kleur op de kaart |
| ----------- | ------------------- | --------------- | --------------- | ----------------- |
| Frankrijk   | Parijs Gare de Lyon | Dole            | 1500 V =        | blauw             |
| Frankrijk   | Dole                | Vallorbe        | 25 kV 50 Hz     | rood              |
| Zwitserland | Vallorbe            | Domodossola     | 15 kV 16 2/3 Hz | oranje            |
| Italië      | Domodossola         | Milano Centrale | 3000 V =        | groen             |

### Ontwikkeling
In het voorjaar van 1957 leverden MFO en haar concurrenten BBC en SAAS elk twee rangeerlokomotieven Ee 3/3 II die omschakelbaar waren van het Zwitserse stroomsysteem op die van het andere stroomsysteem in het betreffende grensstation. MFO ging voor de verdere ontwikkeling samenwerken met SIG, dat ook betrokken was bij de bouw van de Nederlands-Zwitserse TEE treinstellen. De ingenieurs van SIG werkten tot het voorjaar van 1958 vele varianten voor de trein uit, variërend van vijf tot negen bakken. Op zoek naar een geschikt remsysteem werden remproeven gedaan met schijfremmen. Hiertoe werden in november 1957 metingen verricht met een VT 11.5 op de noordelijke oprit van de Gotthardspoorweg.  
Het was de bedoeling dat, net als bij de dieseltreinstellen, de verschillende spoorwegmaatschappijen tot gezamenlijke aanschaf zouden overgaan. Ondanks dat een aantal varianten aanhaakten bij de Italiaanse Settebello en de bouw ook deels in Italië zou plaatsvinden haakte de FS af, waarschijnlijk wegens onenigheid over licentierechten. In maart 1958 besloot SBB om zelf de ontwikkeling ter hand te nemen van treinstellen die in heel geëlektrificeerd Europa kunnen worden ingezet. In november 1958 legden MFO en SIG een aangepast ontwerp voor met als projectnaam TEE II. Nadat SBB overeenstemming met Frankrijk en Italië had bereikt over de dienstregeling, kregen MFO en SIG in februari 1959 de opdracht vier treinstellen te bouwen voor de internationale dienst, waarmee SBB de primeur had van de meersysteemtreinen. Om de geplande TEE-diensten op de Simplon en Gotthard routes te kunnen uitvoeren waren drie treinstellen nodig. Het vierde treinstel diende hierbij als reserve.

### De treinstellen
De omschakeling van het ene systeem naar het andere kon door de machinist met behulp van een drukknop in de cabine worden aangestuurd. Een schakelwals in de machinewagen zorgde voor de juiste instelling van de elektrische installatie en zorgde ervoor dat de juiste pantograaf omhoog ging. De fabrikanten namen uitgebreide proeven in heel Europa waarbij het onder alle stroomsystemen behouden van trekkracht een probleem bleek. Een ander probleem was de 1500V-pantograaf. Omdat ook de bovenleidingloze bruggen in Nederland genomen moesten worden, moest de verticale druk worden beperkt zonder dat dat ten koste van de stroomtoevoer zou gaan.
Het ontwerp voorzag in een trein met een restauratierijtuig in het midden geflankeerd door een machinewagen aan een kant en een tussenrijtuig aan de andere kant. De beide uiteinden bestonden uit een salonrijtuig met stuurstand. De keuken voor het restauratierijtuig werd ondergebracht in de machinewagen zodat in het restauratierijtuig naast het restaurant ook een bar kon worden ingebouwd. Het vermogen van de machinewagen was van meet af aan bemeten voor een zesdelige trein. Drie treinstellen waren net op tijd gereed voor de dienst vanaf 1 juli 1961:
- RAe 1051 28 april 1961
- RAe 1052 21 juni 1961
- RAe 1054 29 juni 1961

De 1053 was pas op 16 september 1961 rijklaar zodat de eerste maanden zonder reserve gereden moest worden. In 1967 is nog een vijfde stel, de 1055, gebouwd met zes wagens, de andere treinstellen zijn in 1968/1969 ook met één rijtuig verlengd. 

### Ombouw en sloop
In 1988 werd als eerste de 1055 omgebouwd tot Eurocity met tweede klas accommodatie. De ombouw omvatte ook een aanpassing van de machinewagen en een verbouwing van het restauratierijtuig. De helft van het restaurant werd verbouwd tot tweedeklas en het rijtuig werd in de trein 180 graden gedraaid zodat de bar en het overgebleven deel van het restaurant direct op de machinewagen, en dus de keuken, aansluiten. Na een aantal beschadigingen werden 1052 en 1054 reeds in 1995 in Kaiseraugst gesloopt. Eind 1999 volgden de 1051 en de 1055. SBB Historic heeft één treinstel, de 1053, als historisch materieel aangemerkt en weer in de oorspronkelijke TEE-staat gebracht.

## Trans Europ Express
De treinstellen hadden tussen 1 juli 1961 en mei 1974 de volgende omloop:
Dag 1:
's morgens leeg uit depot Zürich naar Bazel en dan als TEE-Gottardo van Bazel naar Milaan via de Gotthardtunnel. Na een pauze van 2,5 uur, 's middags als TEE-Cisalpin van Milaan naar Parijs via de Simplontunnel.
Dag 2:
's middags als TEE-Cisalpin van Parijs naar Milaan.
Dag 3:
's morgens als TEE-Ticino een retourrit van Milaan naar Zürich en aan het eind van de middag als TEE-Gottardo terug naar Zürich.
Dag 4:
Depot Zürich.

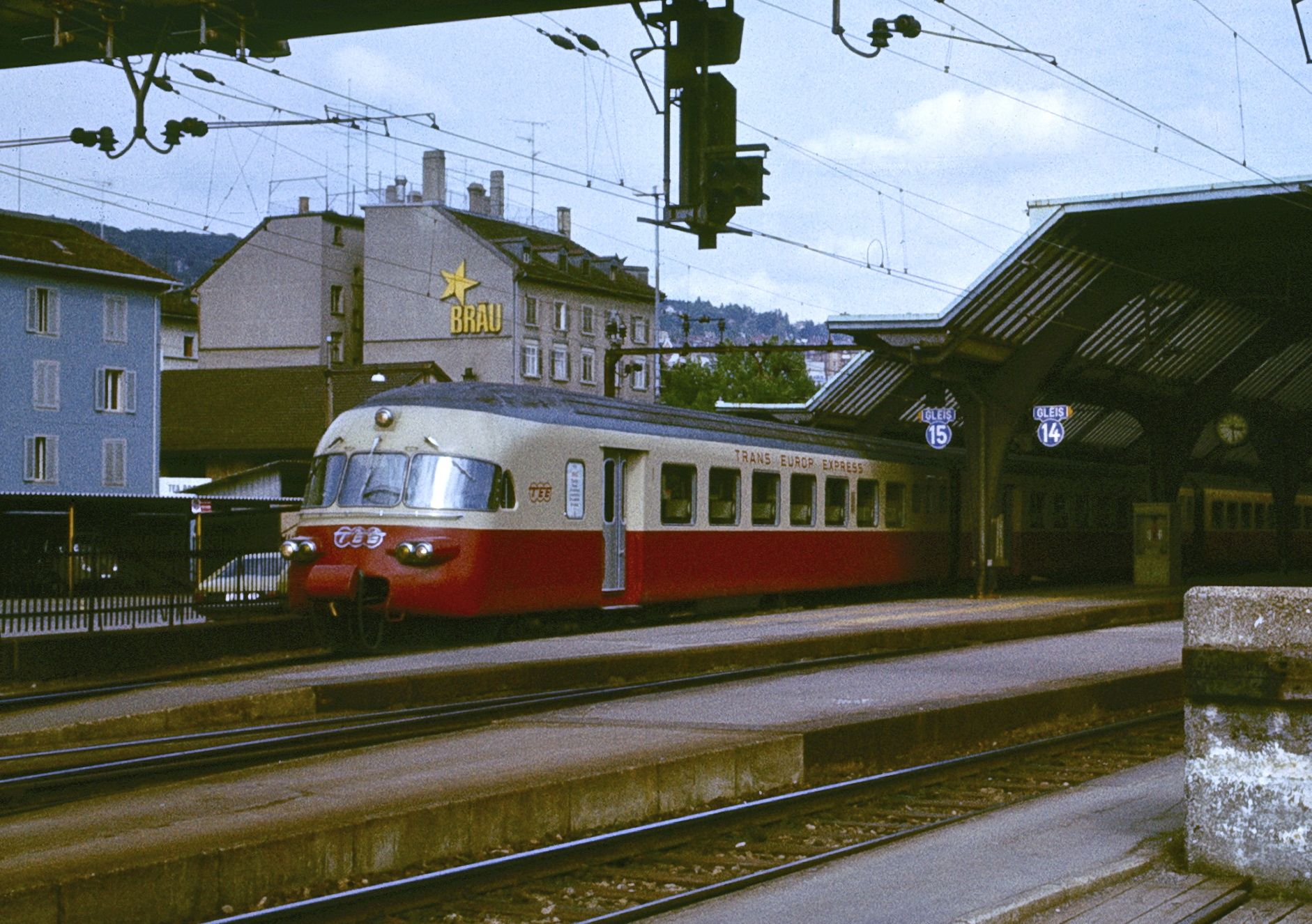
TEE-Iris in Zürich in 1979

Op drukke dagen werd soms in dubbeltractie gereden. Op mei 1974 werd de RAe TEE II in de TEE-Cisalpin vervangen door getrokken rijtuigen en werd de TEE Ticino opgeheven. De vrijgekomen treinstellen zijn daarna ingezet op het traject Zürich - Brussel als TEE-Edelweiss en TEE-Iris. Nadat TEE Edelweiss op 26 mei 1979 was opgeheven en de TEE Iris op 30 mei 1981 overgegaan was op getrokken rijtuigen, bleef alleen de, inmiddels tot Zürich ingekorte TEE-Gottardo over als TEE-dienst. De overtollige treinstellen zijn toen door Swissair gebruikt voor de verbinding Bazel - Zürich-Flughafen en door SBB als aanvoertrein voor TGV-reizigers tussen Frasne en Bern. Als laatste internationale TEE reed de TEE Gottardo op 24 september 1988 voor de laatste maal van Milaan naar Zürich.

## EuroCity

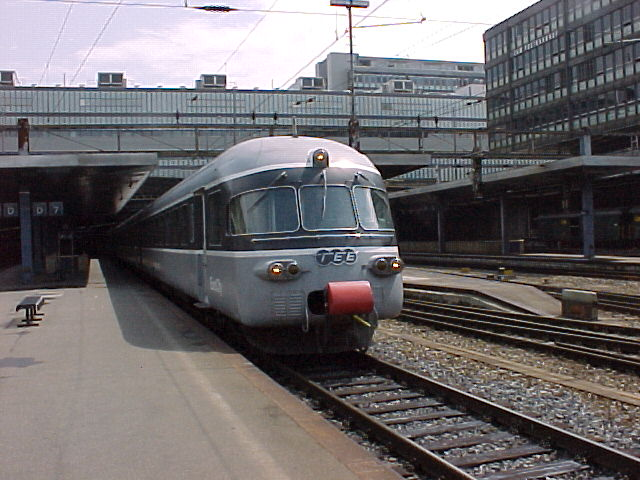
«Graue Maus» in Bern

Ten behoeve van de Eurocity-dienst zijn de treinstellen verbouwd en voorzien van tweedeklasrijtuigen. De typeaanduiding werd RABe, maar door de grijs-witte Eurocitybeschildering kregen ze de bijnaam "Grijze muis".
De treinstellen reden in de volgende omloop:
Dag 1:
Als EC-Gottardo van Zürich naar Milaan via de Gotthardtunnel. Vervolgens als EC-Cisalpin van Milaan naar Lausanne via de Simplontunnel en als EC-Lemano terug naar Milaan.
Dag 2:
Als EC-Lutetia van Milaan naar Genève en als EC-Cisalpin terug maar Milaan.
Dag 3:
Als EC-Manzoni een retourrit van Milaan naar Winterthur en ten slotte als EC-Gottardo terug naar Zürich.
Na een ontsporing in juli 1994 zijn de Grijze muizen op 7 augustus 1994 uit de EC-dienst genomen. In 1999 viel het doek definitief toen de TGV doorgetrokken was tot Bern.